# Pugilato ai Giochi della X Olimpiade - Pesi gallo
La competizione della categoria pesi gallo (fino a 53,5 kg) di pugilato ai Giochi della X Olimpiade si tenne dal 9 al 13 agosto 1932 al Grand Olympic Auditorium di Los Angeles.

## Classifica finale
| Pos.    | Atleta          | Nazione     |
| ------- | --------------- | ----------- |
| Oro     | Horace Gwynne   | Canada      |
| Argento | Hans Ziglarski  | Germania    |
| Bronzo  | José Villanueva | Filippine   |
| 4       | Joseph Lang     | Stati Uniti |
| 5       | Vito Melis      | Italia      |
| 5       | Akira Nakao     | Giappone    |
| 5       | Paul Nicolas    | Francia     |
| 5       | Carlos Pereyra  | Argentina   |
| 9       | Sabino Tirado   | Messico     |
| 9       | Paddy Hughes    | Irlanda     |

## Incontri
|  | Primo Turno 9 agosto | Primo Turno 9 agosto | Primo Turno 9 agosto |  |  | Quarti di Finale 10 agosto | Quarti di Finale 10 agosto | Quarti di Finale 10 agosto |         |                | Semifinale 11 agosto | Semifinale 11 agosto | Semifinale 11 agosto |         |                 | Finale 13 agosto | Finale 13 agosto | Finale 13 agosto |
|  |                      |                      |                      |  |  |                            |                            |                            |         |                |                      |                      |                      |         |                 |                  |                  |                  |
|  |                      |                      |                      |  |  |                            |                            |                            |         |                |                      |                      |                      |         |                 |                  |                  |                  |
|  |                      |                      |                      |  |  | Horace Gwynne              | Horace Gwynne              | P                          |         |                |                      |                      |                      |         |                 |                  |                  |                  |
|  |                      |                      |                      |  |  | Vito Melis                 |                            |                            |         |                |                      |                      |                      |         |                 |                  |                  |                  |
|  |                      |                      |                      |  |  |                            |                            |                            |         | Horace Gwynne  | Horace Gwynne        | P                    |                      |         |                 |                  |                  |                  |
|  |                      |                      |                      |  |  |                            | José Villanueva            |                            |         |                |                      |                      |                      |         |                 |                  |                  |                  |
|  |                      |                      |                      |  |  | José Villanueva            | José Villanueva            | P                          |         |                |                      |                      |                      |         |                 |                  |                  |                  |
|  |                      |                      |                      |  |  | Akira Nakao                |                            |                            |         |                |                      |                      |                      |         |                 |                  |                  |                  |
|  |                      |                      |                      |  |  |                            |                            |                            |         |                | Horace Gwynne        | Horace Gwynne        | P                    |         |                 |                  |                  |                  |
|  |                      |                      |                      |  |  |                            | Hans Ziglarski             | Hans Ziglarski             | Argento |                |                      |                      |                      |         |                 |                  |                  |                  |
|  |                      |                      |                      |  |  | Hans Ziglarski             | Hans Ziglarski             | P                          |         |                |                      |                      |                      |         |                 |                  |                  |                  |
|  |                      |                      |                      |  |  | Paul Nicolas               |                            |                            |         |                |                      |                      |                      |         |                 |                  |                  |                  |
|  |                      |                      |                      |  |  |                            |                            |                            |         | Hans Ziglarski | Hans Ziglarski       | P                    |                      | 3 posto | 3 posto         | 3 posto          |                  |                  |
|  | Joseph Lang          | Joseph Lang          | P                    |  |  |                            | Joseph Lang                | Joseph Lang                |         |                |                      |                      |                      |         |                 |                  |                  |                  |
|  | Sabino Tirado        | Sabino Tirado        |                      |  |  | Joseph Lang                | Joseph Lang                | P                          |         |                |                      |                      |                      |         | José Villanueva | José Villanueva  | P                |                  |
|  | Carlos Pereyra       | Carlos Pereyra       | P                    |  |  | Carlos Pereyra             | Carlos Pereyra             |                            |         | Joseph Lang    | Joseph Lang          |                      |                      |         |                 |                  |                  |                  |
|  | Paddy Hughes         |                      |                      |  |  |                            |                            |                            |         |                |                      |                      |                      |         |                 |                  |                  |                  |